# Isabel Granollers
Isabel Granollers (Reus, 1965) és una pintora i artista visual. Va estudiar pintura a l'Escola d'Arts Aplicades i Oficis Artístics Llotja de Barcelona el 1989 i després es va llicenciar en belles Arts per la Universitat de Barcelona en l'especialitat de Pintura i Educació Artística el 1999.
El 1987 comença a participar en mostres col·lectives i l'any següent fa les seves primeres mostres individuals, a l'Escola Escornalbou i l'Escola Taller d'Art, totes dues a Reus. El 1988 obté el premi beca per a artistes joves. El mes de maig del 1990 presenta Insignificants i sublims, a la Sala Fortuny del Centre de Lectura de Reus. L'any següent participa en la mostra col·lectiva Art fora Muralla. El 1991 participa en la Biennal d'Art Ciutat d'Amposta amb l'obra Al·lusió als teus paradisos. El 1992 la trobem al Museu de Belles Arts d'Angulema (França) amb la seva mostra La main qui transforme i posteriorment a la Capella de Sant Roc, Valls, amb l'exposició Resum d'altres incongruències, en la qual conjuga pintura, instal·lació i obres de caràcter objectual. L'any següent torna a França, a Chasseneuil-du-Poitiu, i participa en una mostra d'escultura al carrer. A més obté la beca Jeunes Artistes Européens Rurart Poitou-Charentes. Continua prenent part en diferents exposicions col·lectives tant a França com a Espanya. L'any 2002 presenta Museus d'oblits, que va exposar tant a la Sala d'Actes de l'Arxiu Municipal de Reus com a Can Trincheria, a Olot. L'any 2006 i seguint la seva línia, Granollers, realitza la seva exposició Trànsits a la Sala Reus del museu d'Art i Història de Reus, en homenatge a les sabates. Darrerament, l'artista ha tornat a la pintura, obres amb major densitat, en els quals conjuga paisatges interiors i exteriors, plens de símbols, de missatges i de misteri.